# Советська вулиця (Гомель)
Вулиця Советська (біл. вуліца Савецкая, рос. улица Советская; колишні назви — Пробійна, Румянцевська) — одна з центральних вулиць обласного центра Білорусі міста Гомеля.
Пролягає у Центральному і Залізничному районах міста. Починається від площі Леніна, закінчується біля міської межі у районі селища Червоний Жовтень (біл. Чырвоны Кастрычнік).
Радянську перетинають численні гомельські вулиці — Трудова, Білецького, Ланге, Комунарів, Селянська, Першотравнева, Жарковського, Комсомольська, Перемоги, Книжна, Тельмана, Рогачівська, Хатаєвича, Телегіна, Університетська, Крилова, Ландишева, Головацького, Кожара, 50-років БРСР, Федосеєнка, Динды, Тимофієнко, Малайчука, Шилова, Кірова, Чонгарської Дивізії, Тролейбусна, Єфремова, Федюнинського.

## З історії
Вочевидь, вулиця розташована близько до Сожа, є однією з найдавніших гомельських, і її виникнення (точніше забудови на місці сучасної Радянської вулиці) має бути віднесено ніяк не пізніше за XVII століття
До 1861 року вулиця носила назву Пробійної. Потому називалася Румянцевською.
У короткий період німецької окупації під час Німецько-радянської війни окупаційна влада перейменувала вулицю на Гітлерштрассе (нім. Adolf-Hitler-Straße «вулиця Гітлера»).
Названа у радянський час Радянською, коли такі назви присвоювали урбанонімам у численних населених пунктах СРСР, зберігає цю назву і в незалежній Білорусі (від 1991 року).
На вулиці Радянській у Гомелі (на її початку) частково збереглася історична забудова початку ХХ століття — будинки № 4, 8, 10, 12, 20.

## Об'єкти
На Радянській у Гомелі зосереджена величезна кількість адміністративних будівель, об'єктів міської інфраструктури, закладів освіти і культури, підприємств, банків, закладів торгівлі тощо. Серед найважливіших з них, зокрема:

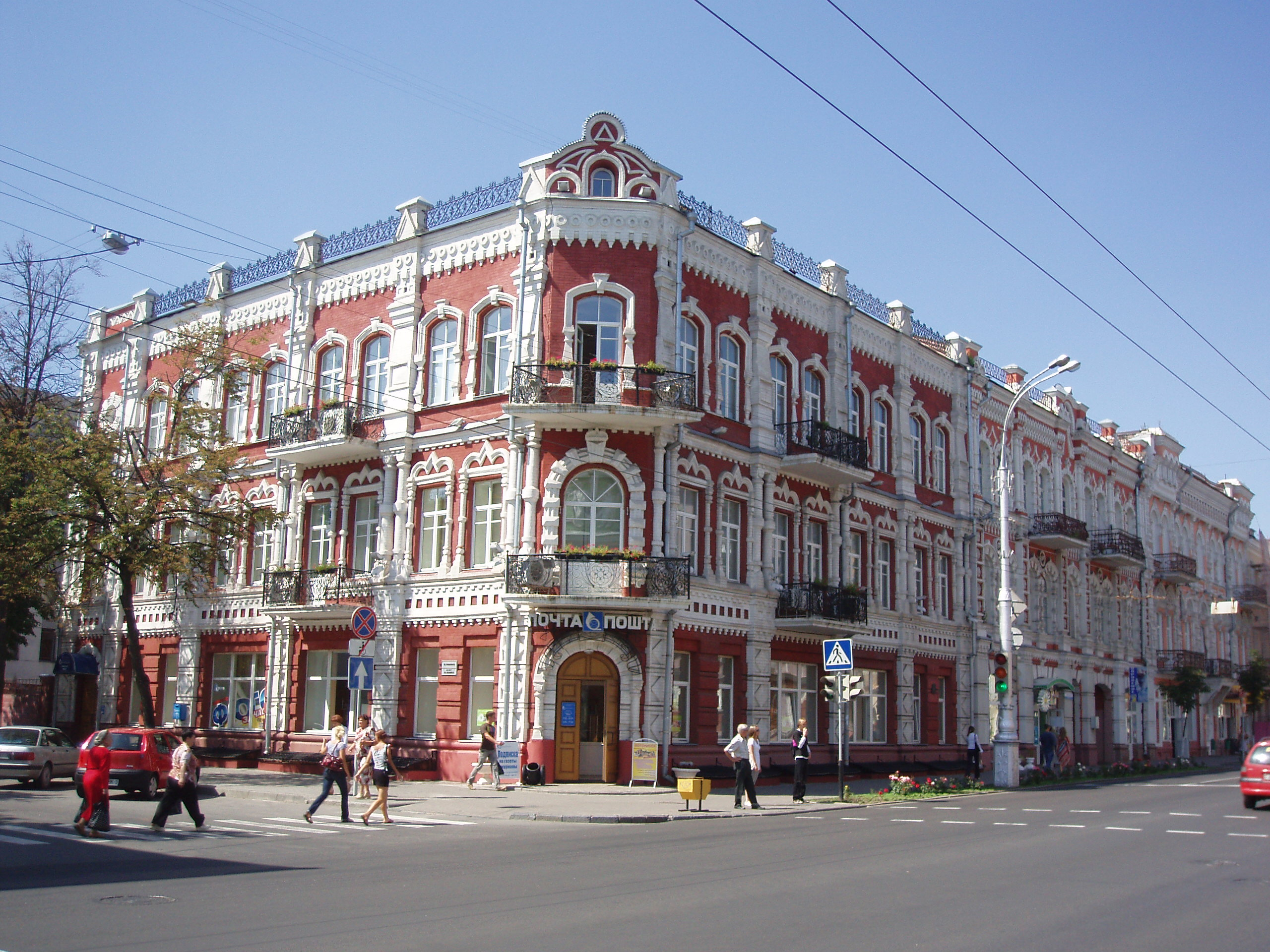
Гомельський філіал «Бєлпошти» в історичній будівлі (№ 8)

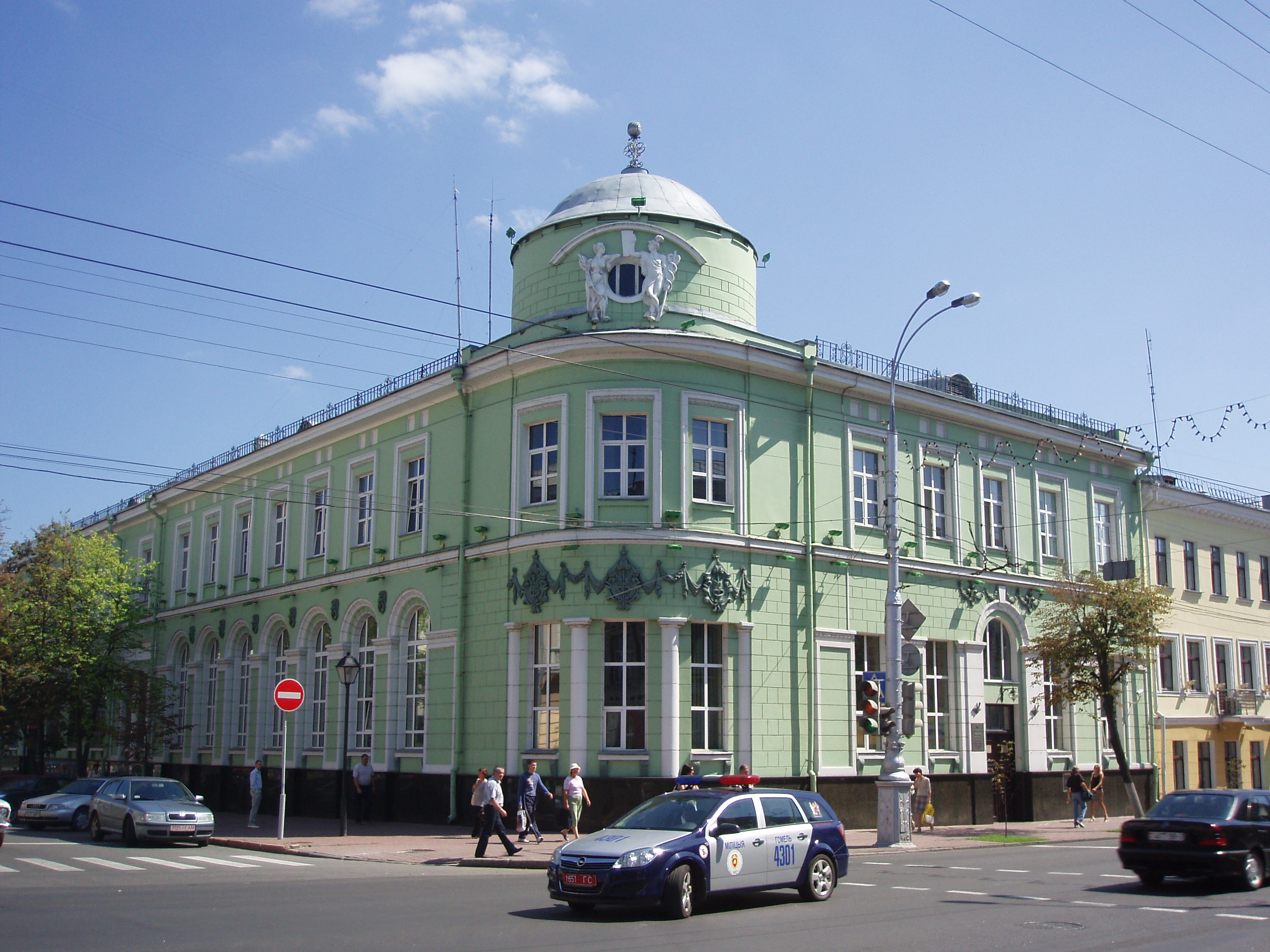
ГУ НБ Республіки Білорусь по Гомельській області

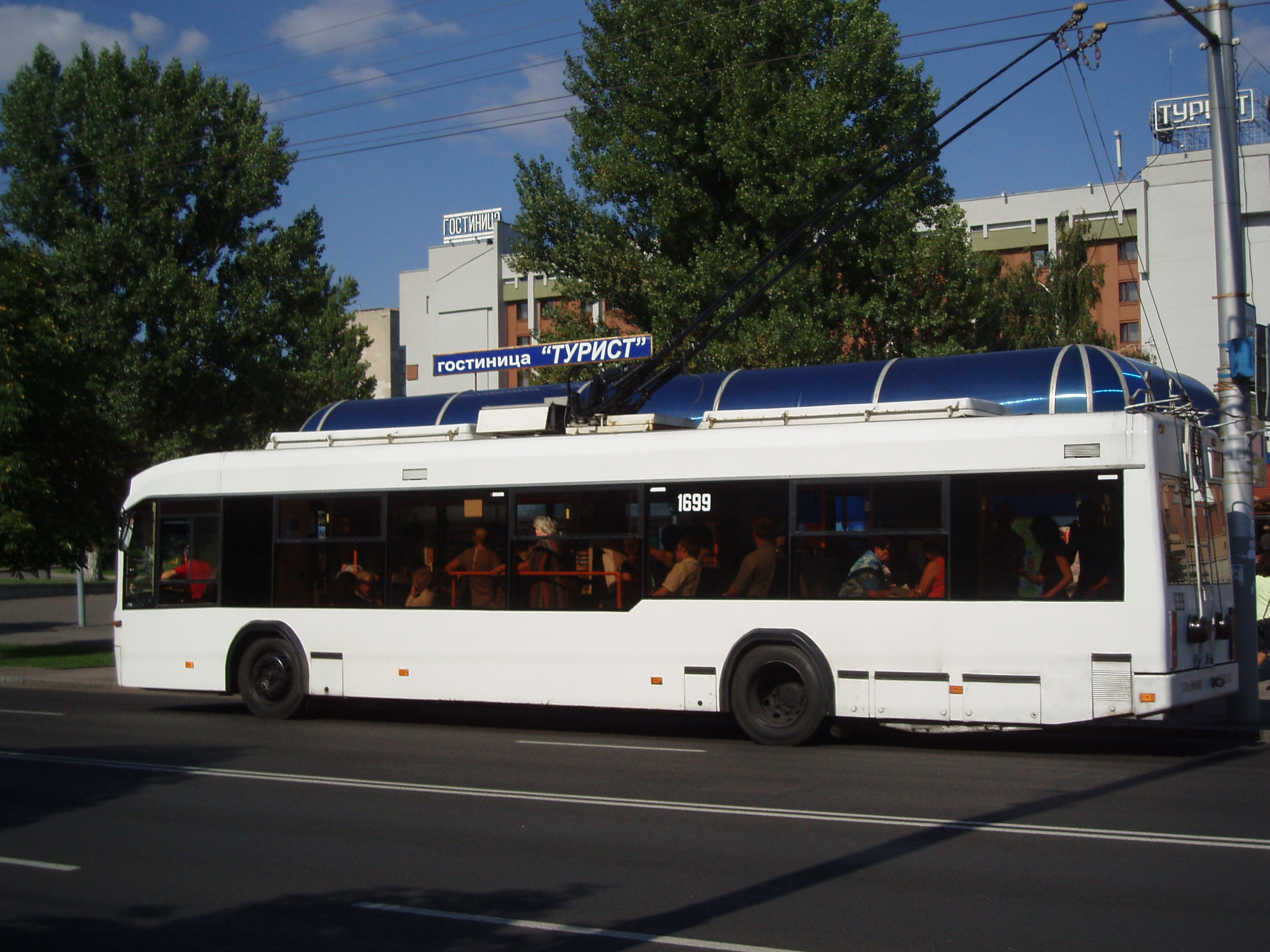
Тролейбус на тлі готелю «Турист»

- № 1 — фабрика «Палесдрук»;
- № 8 — Бєлпошта Гомельський філіал, Бєлпошта РУП Гомельський філіал[3];
- № 9 — Головне управління Національного банку Республіки Білорусь по Гомельській області[4];
- № 16 — Гомельський міськвиконком[5];
- № 18 — Гомельський державний коледж мистецтв імені Н. Ф. Соколовського[6];
- № 26 — Бібліотечна система централізована Гомельська міська;
- № 27 — Гомельський державний цирк[7];
- № 32 — Гомельська обласна філармонія[8];
- № 39 — Будівля ланкастерської школи
- № 42 — трикотажна фабрика ВАТ «8 березня»[9];
- № 59 — Гомельський державний коледж залізничного транспорту БЗД[10]
- № 60 — універмаг «Гомель»;
- № 87 — готель «Турист»[11];
- № 104 — Гомельський державний університет імені Франциска Скорини, тут же відділення зв'язку № 19 РУП Бєлпошта;
- № 128а — ЗОШ № 26 з естетичним спрямуванням;
- № 131 — Бібліотека 6-а міська ім. Я. Купали філіал № 5;
- № 180 — ЗОШ № 34.

На вулиці встановлено ряд пам'ятників (переважно у часи незалежності Білорусі) — Кирилу Турівському, Франциску Скорині, А. А. Громико, М. М. Румянцеву (клоун «Карандаш»).

## Транспорт
Радянська — одна з найважливіших транспортних артерій міста. Тут пролягають такі маршрути гомельського громадського транспорту:
- автобус — № 1, 3, 7а, 10, 10а, 12, 17, 18, 19, 20, 28, 30, 33, 33а, 34, 39, 43, 43а, 44.
- тролейбус — № 1, 2, 4, 8, 9, 10, 15, 16, 17, 18, 19, 20, 20а, 21, 23.

## Виноски
1. ↑  Школи Гомеля на www.vgomele.by (рос.)
2. ↑  Бібліотеки Гомеля на www.vgomele.by (рос.)
3. ↑  Поштові послуги, відділення зв'язку Гомеля на www.vgomele.by (рос.)
4. ↑  Сторінка Головного управління по Гомельській області на сайті Національного банку Республіки Білорусь (рос.)
5. ↑  Офіційний вебсайт Гомельського міського виконавчого комітету (рос.)
6. ↑  Інформація на www.educationsystems.info (рос.)
7. ↑  Вебсторінка цирку (рос.)
8. ↑  Контакти[недоступне посилання] на Сайт філармонії (рос.)
9. ↑  Вебсторінка підприємства (рос.)
10. ↑  Інформація про коледж на www.tamby.info
11. ↑  Контакти на сайті «Гомельтурист»